# Краснов, Евгений Васильевич
Евгений Васильевич Краснов (16 августа 1933, Уржум, Горьковский край — 19 мая 2023) — советский и российский учёный-палеонтолог, океанолог и эколог. Исследователь кораллов, доктор геолого-минералогических наук (1973), профессор, Заслуженный деятель науки РФ.

## Биография
Родился 16 августа 1933 года в городе Уржуме, Кировская область.
В 1951 году поступил в Кишинёвский государственный университет, в 1957 году закончил геологический факультет.
В 1958—1967 годах работал в Крымской комплексной геологической экспедиции треста «Днепрогеология».
В 1964 году защитил кандидатскую диссертацию по теме «Стратиграфия и кораллы титона Байдарской, Хайтинской и Варнаутской долин Горного Крыма».
С декабря 1967 года начал заниматься морской биологией в Институте биологии моря ДВО АН СССР во Владивостоке. Специалист по кораллам (мезозой, кайнозой и современные).
В 1973 году защитил в Новосибирске докторскую диссертацию по теме: «Юрские склерактинии юга и Дальнего Востока СССР».
Был заведующим лабораторией в Дальневосточном геологическом институте СО АН СССР.
В 1979—1985 годах работал в Дальневосточном государственном университете (ДВГУ), руководил кафедрами физической географии и кафедрой морской геологии и геоморфологии. Пытался открыть в ДВГУ подготовку специалистов по морской геологии, но получил отказ из Министерства геологии СССР.
В 1987 года работает в Балтийском федеральном университете им. И. Канта, возглавлял кафедру геоэкологии. Ответственный редактор научного журнала «Вестник БФУ им. И. Канта».
Автор более 300 научных трудов.
Соавтор изобретения «Способ выбора мест для выращивания моллюсков на морском шельфе» (1977).
Скончался 19 мая 2023 года.

## Награды и звания
- 1975 — Бронзовая медаль ВДНХ
- Заслуженный деятель науки РФ
- За будущее Балтийского моря — международная премия Фонда «Балтийского моря» [8]

## Членство в организациях
- 1991 — Член программ балтийских университетов (Baltic University Programme) .
- 1996 — Международный совет по культуре
- 2005 — Почётный член Русского географического общества
- 2008 — Почётный член Палеонтологического общества
- Российское геологическое общество (основатель Калининградского отделения)
- Российская экологическая академия
- International Network of Engineers and Scientists for Global Responsibility
- European Union for Coastal Conservation

## Интересные факты
Именем Е. В. Краснова был назван вулкан Краснова на дне Чёрного моря

## Виды, названные в честь Е.В. Краснова
Hadrocheilus (Arcuatobeccus) krasnovi (Zakharov, 1979). Относится к ринхолитам (обызвествлённые кончики верхней челюсти вымерших головоногих моллюсков). Описан как Rhynchoteuthis krasnovi.
Gablonzeria krasnovi Punina, 1991. Триасовая склерактиния, средненорийского комплекса из Дальнегорска. 